# Volutidae
Volutidae (nomeadas, em inglês, volute -sing. e, em português, voluta -sing.) é uma família de moluscos gastrópodes marinhos predadores, classificada por Constantine Samuel Rafinesque, em 1815, e pertencente à subclasse Caenogastropoda, na ordem Neogastropoda. Sua distribuição geográfica abrange principalmente os oceanos tropicais da Terra (particularmente no hemisfério sul e notadamente na região do Indo-Pacífico), embora algumas espécies sejam adaptadas a ambientes mais frios, em profundidades de 10 até 300 metros, ou mais (podendo ultrapassar os 2.000 metros, até a zona abissal, o que torna algumas de difícil obtenção).

## Descrição
Compreende, em sua totalidade, caramujos ou búzios de concha ovoide, subcilíndrica ou fusiforme, pequena ou atingindo tamanhos grandes (50 centímetros de comprimento), às vezes coberta com esmalte e altamente polida, com desenhos e marcações coloridas, geralmente sobre um fundo de coloração arenosa, amarelada ou alaranjada; raramente coberta por um perióstraco, o que os torna populares entre os colecionadores. Poucas espécies apresentam um opérculo córneo, de tamanho pequeno (como no gênero Voluta), e a maioria possui uma abertura ampla, com 3 a 5 dobras oblíquas, por vezes fortes, na região de sua columela (pregas columelares). Protoconcha geralmente suave, arredondada, mamilar e poucas vezes aguda, podendo ser dotada de calcarella, às vezes atingindo três voltas. O manto de alguns gêneros é capaz de envolver externamente a concha. A cabeça é pequena, larga e achatada, geralmente com um grande lobo central que, em alguns grupos, é
dividido em dois, onde estão situados os tentáculos. Quando os olhos estão presentes, eles são pequenos e ficam na base dos tentáculos. O sifão inalador é grande e cobre a cabeça, se projetando de um curto canal sifonal. O pé é amplo e largo, utilizado na alimentação de moluscos e outros pequenos invertebrados marinhos.

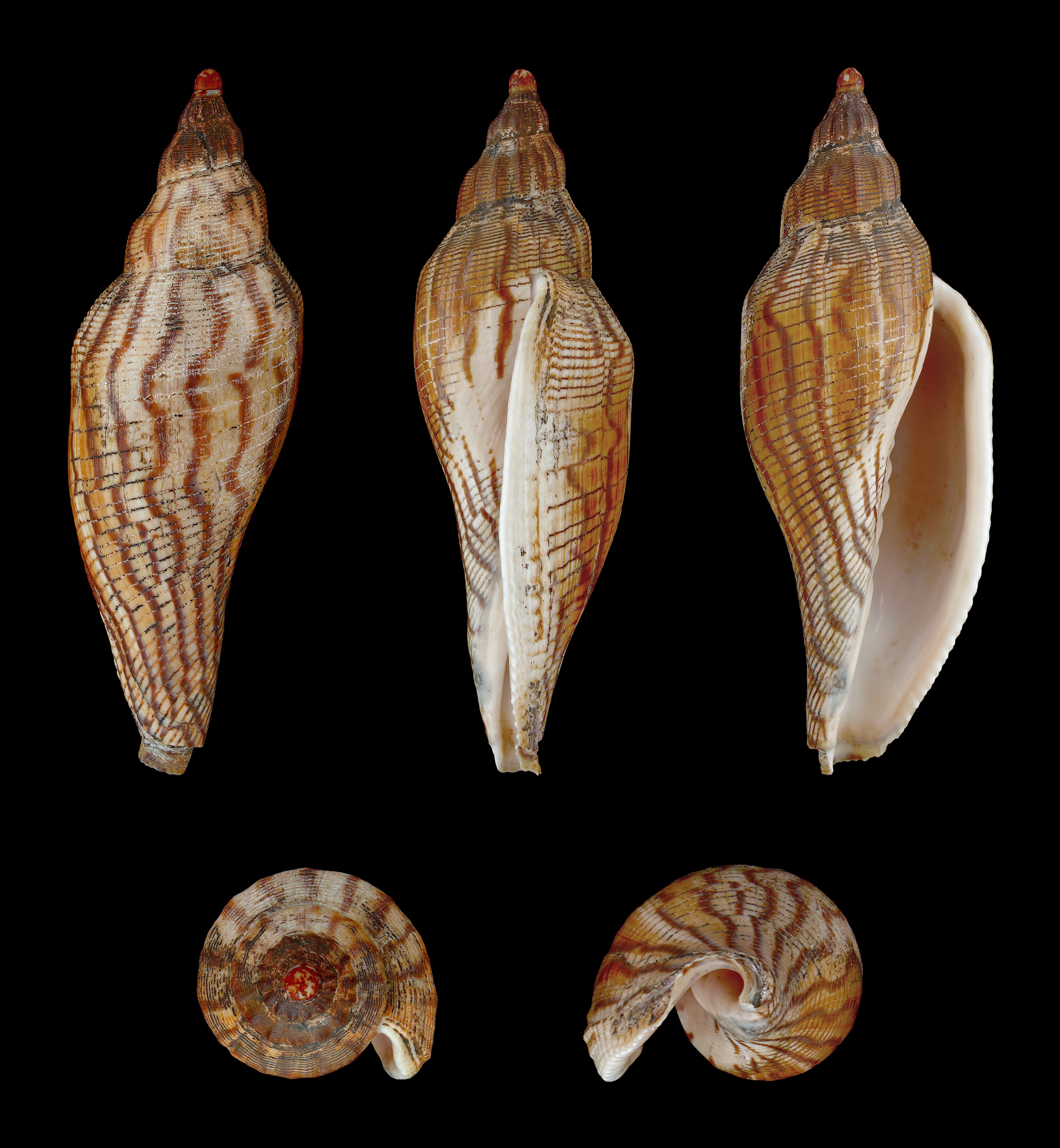
Cinco vistas da concha de Fulgoraria rupestris (Gmelin, 1791), encontrada no mar da China Oriental e Taiwan.
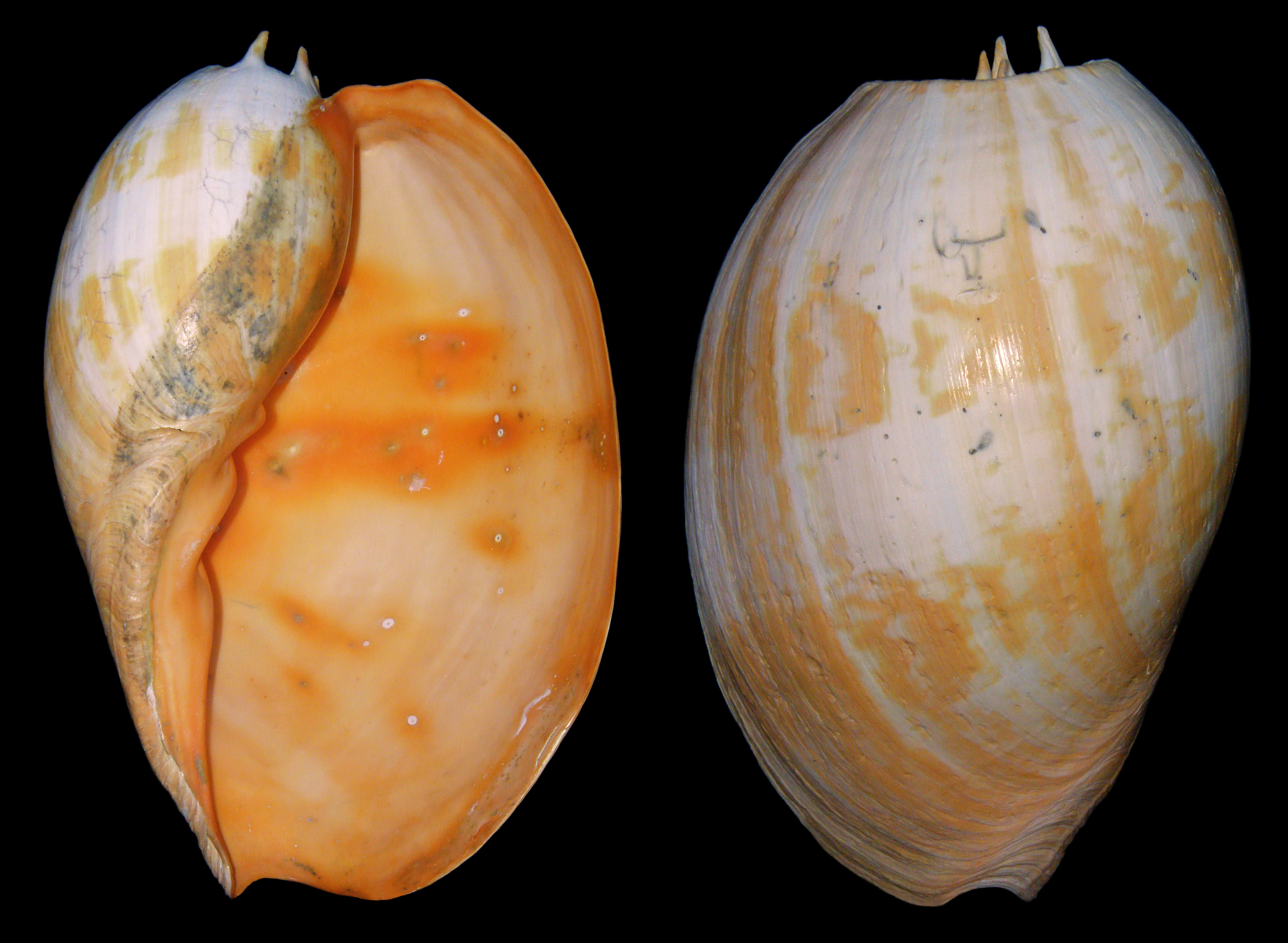
A espécie Melo amphora (Lightfoot, 1786) tem conchas que podem atingir os 50.0 centímetros e seu habitat fica na região sudoeste do oceano Pacífico, do sul da Indonésia e Papua-Nova Guiné até a metade norte da Austrália.
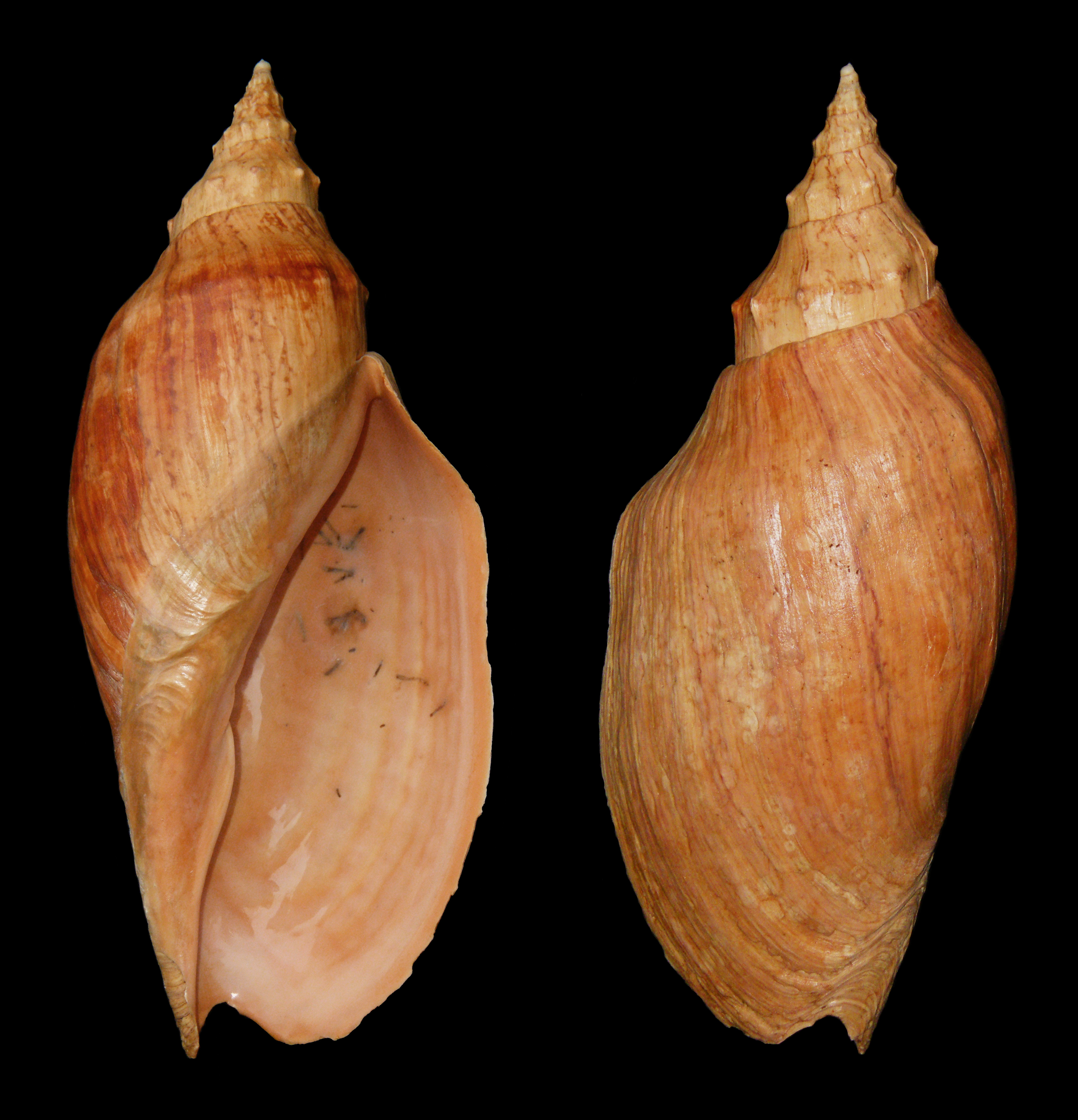
A espécie Adelomelon beckii (Broderip, 1836) tem conchas que podem atingir os 49.2 centímetros e seu habitat fica na região sul do oceano Atlântico, em águas moderadamente geladas ao leste da América do Sul; no Brasil, Uruguai e Argentina.
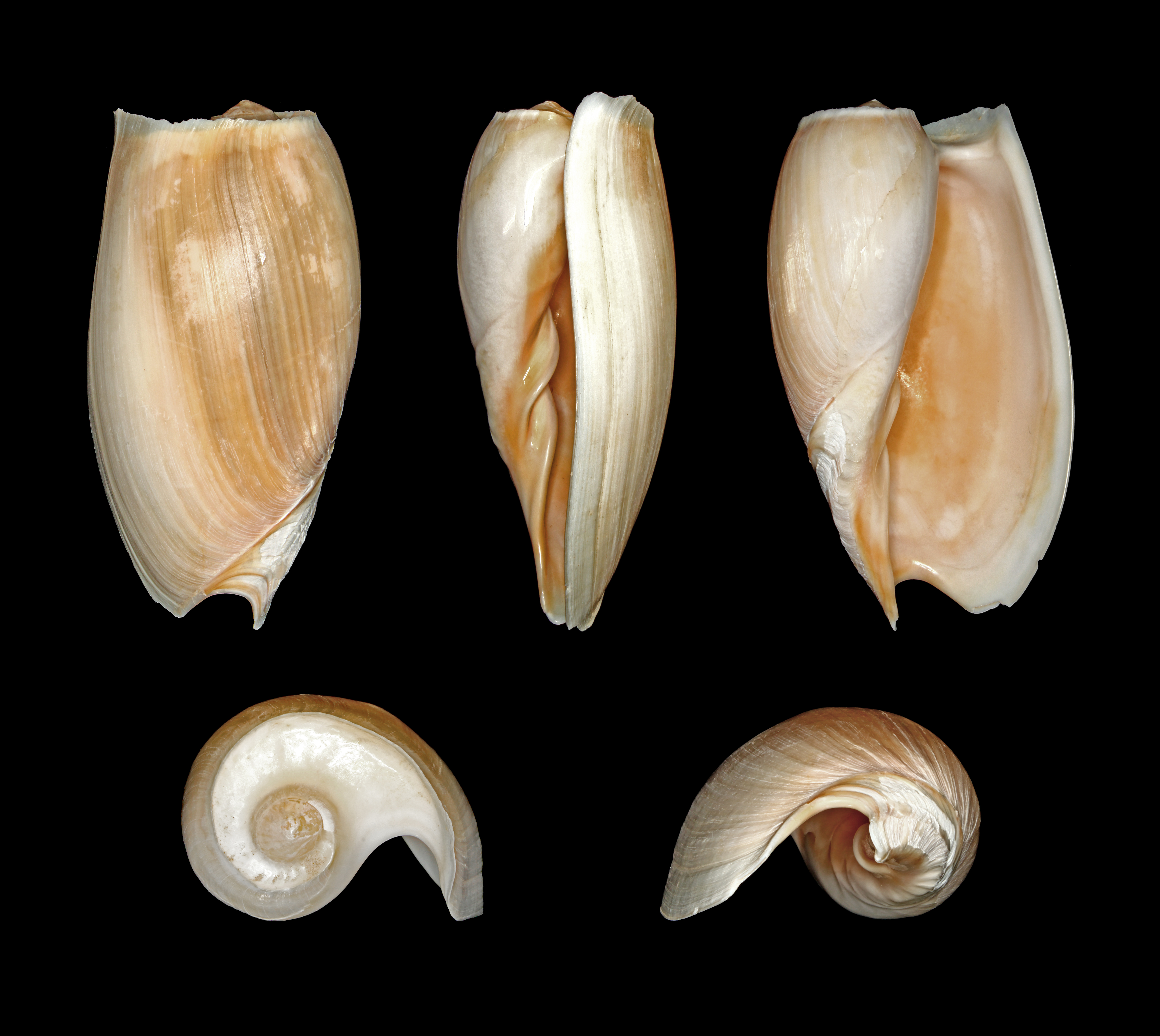
Cinco vistas da concha de Cymbium cymbium (Linnaeus, 1758), encontrada no oeste da África. Espécies deste gênero podem chegar até Portugal e oeste do Mar Mediterrâneo, como C. olla e C. fragile; além do Volutidae Ampulla priamus.
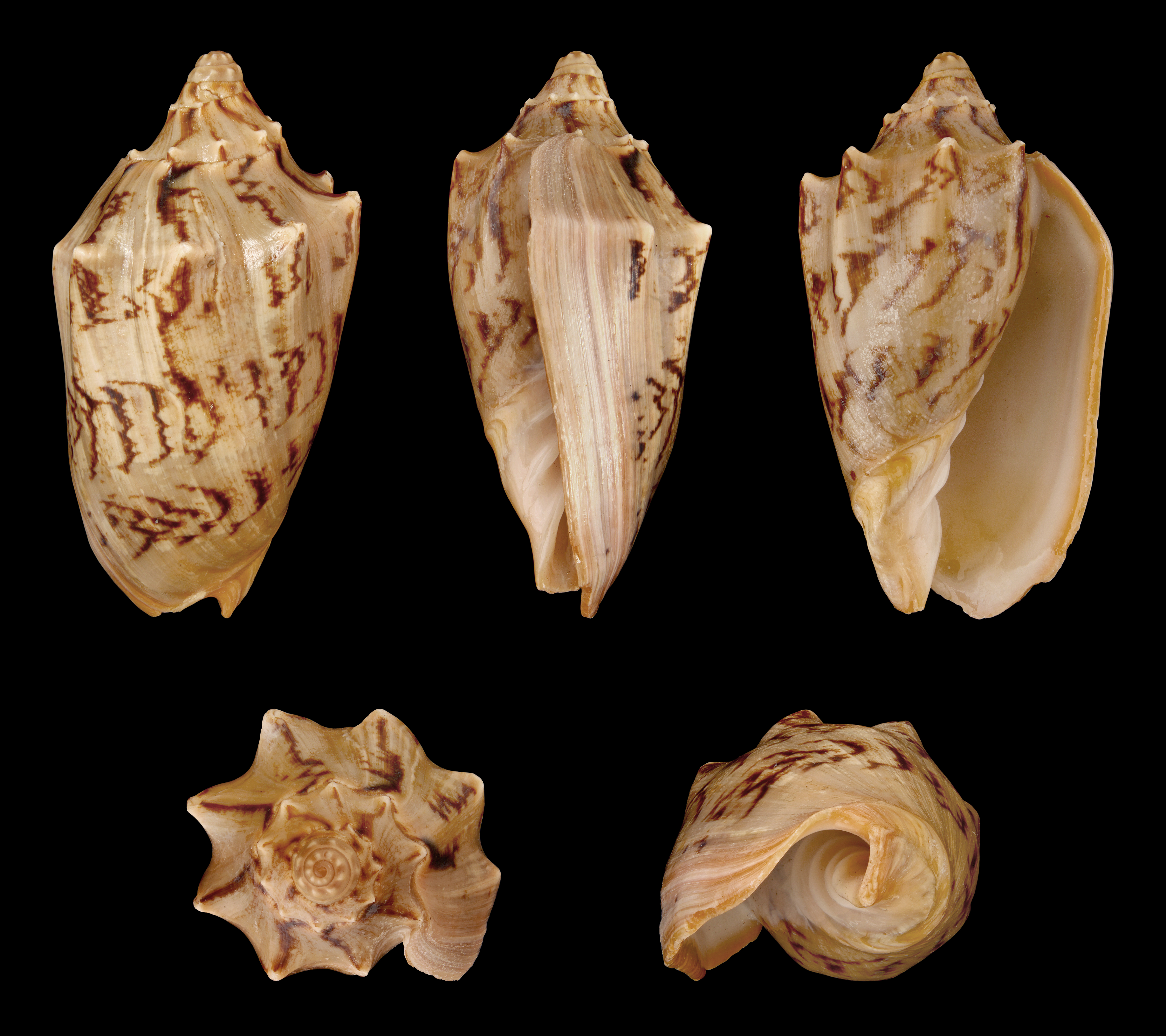
Cinco vistas da concha de Cymbiola vespertilio (Linnaeus, 1758), encontrada das Filipinas ao norte da Austrália.

## Classificação deVolutidae: subfamílias, tribos e gêneros viventes

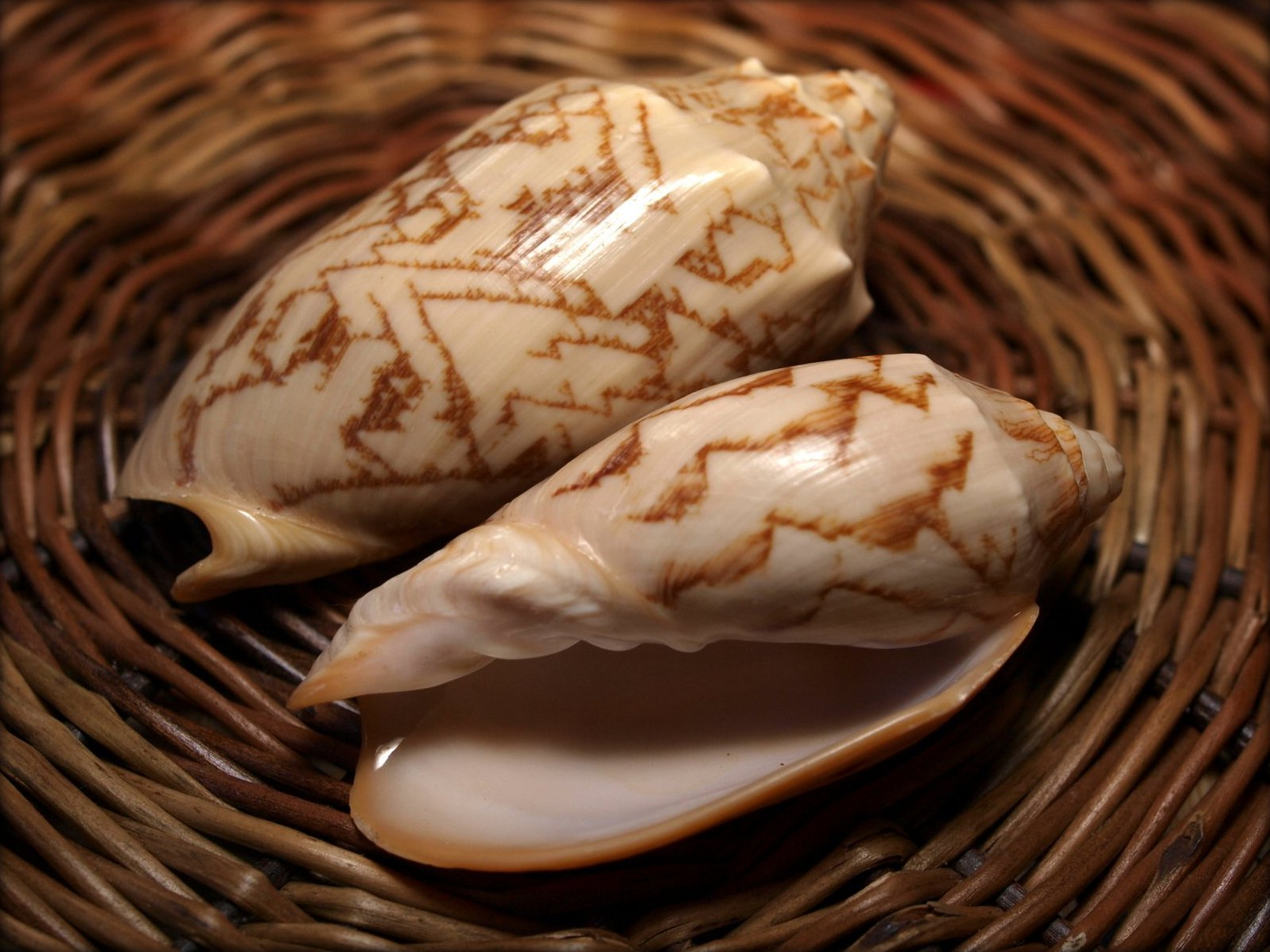
Duas conchas de Cymbiola vespertilio (Linnaeus, 1758), espécie encontrada das Filipinas ao norte da Austrália. Observe as pregas columelares presentes em sua abertura.

De acordo com o World Register of Marine Species, suprimidos os sinônimos e gêneros extintos.
Subfamília Amoriinae Gray, 1857
Tribo Amoriini Gray, 1857
Amoria Gray, 1855
Nannamoria Iredale, 1929
Paramoria McMichael, 1960
Tribo Melonini Pilsbry & Olsson, 1954 (= Cymbiolinae)
Cymbiola Swainson, 1831
Melo Broderip, 1826
Tribo Notovolutini Bail & Poppe, 2001
Notovoluta Cotton, 1946
Volutoconus Crosse, 1871
Subfamília Athletinae Pilsbry & Olsson, 1954
Athleta Conrad, 1853
Subfamília Calliotectinae Pilsbry & Olsson, 1954
Calliotectum Dall, 1890
Fusivoluta Martens, 1902
Neptuneopsis Sowerby III, 1898
Subfamília Cymbiinae H. Adams & A. Adams, 1853 (1847)
Tribo Adelomelonini Pilsbry & Olsson, 1954
Adelomelon Dall, 1906
Arctomelon Dall, 1915
Nanomelon Leal & Bouchet, 1989
Pachycymbiola Ihering, 1907
Tribo Alcithoini Pilsbry & Olsson, 1954
Alcithoe H. Adams & A. Adams, 1853
Tribo Cymbiini H. Adams & A. Adams, 1853 (1847)
Cymbium Röding, 1798
Tribo Livoniini Bail & Poppe, 2001
Ericusa H. Adams & A. Adams, 1858
Livonia Gray, 1855
Notopeplum Finlay, 1927
Tribo Odontocymbiolini Clench & R. D. Turner, 1964
Argentovoluta Vazquez & Caldini, 1989
Minicymbiola Klappenbach, 1979
Miomelon Dall, 1907
Odontocymbiola Clench & R. D. Turner, 1964
Tractolira Dall, 1896
Subfamília Zidonini H. Adams & A. Adams, 1853
Harpovoluta Thiele, 1912
Provocator R. B. Watson, 1882
Spinomelon Marwick, 1926
Zidona H. Adams & A. Adams, 1853
Zygomelon Harasewych & B. A. Marshall, 1995
Subfamília Fulgorariinae Pilsbry & Olsson, 1954
Fulgoraria Schumacher, 1817
Saotomea Habe, 1943
Tenebrincola Harasewych & Kantor, 1991
Subfamília Plicolivinae Bouchet, 1990
Plicoliva Petuch, 1979
Subfamília Scaphellinae Gray, 1857
Ampulla Röding, 1798
Scaphella Swainson, 1832
Volutifusus Conrad, 1863
Subfamília Volutinae Rafinesque, 1815
Tribo Lyriini Pilsbry & Olsson, 1954
Callipara Gray, 1847
Enaeta H. Adams & A. Adams, 1853
Harpulina Dall, 1906
Lyria Gray, 1847
Tribo Volutini Rafinesque, 1815
Voluta Linnaeus, 1758